# Tadeusz Godyń
Tadeusz Godyń (ur. 14 lipca 1944 w Dąbrowie Górniczej) – polski zapaśnik, olimpijczyk.
Startował przede wszystkim w stylu wolnym, ale sukcesy odnosił także w stylu klasycznym. Startował w wadze piórkowej (do 63 kg) w obu stylach na igrzyskach olimpijskich w 1968 w Meksyku, gdzie w stylu klasycznym zajął 16.–18. miejsce, a w stylu wolnym 17.–18 miejsce.
Zdobył 6. miejsce na mistrzostwach świata w 1967 w Nowym Delhi oraz 4. miejsce na mistrzostwach Europy w 1970 w Berlinie, oba w wadze piórkowej w stylu wolnym. Trzykrotnie był mistrzem Polski w stylu wolnym: w 1967 i 1968 w wadze piórkowej oraz w 1969 w wadze lekkiej, wicemistrzem w wadze piórkowej w 1966 i brązowym medalistą w wadze lekkiej w 1973.
Po zakończeniu kariery został trenerem. Mieszka w Tychach, woj. śląskie. Został odznaczony Srebrnym Krzyżem Zasługi.